# Jacqueline Cervon
Jacqueline Cervon, née Jacqueline Sené le 6 juillet 1924 à Cervon et morte le 7 juillet 2014 à Lormes, est une auteure française.

## Biographie
Jacqueline Sené est d'origine de la Nièvre. Elle séjourne huit ans à Djibouti en Afrique orientale, puis elle s'établit  en Bourgogne.
Elle commence à écrire vers 1960, prenant comme pseudonyme le nom de son village natal. 
Claude Bron écrit en 1972 que Jacqueline Cervon est « l'écrivain qui aura le plus contribué à la compréhension internationale par la connaissance des enfants du monde qui en est le thème de ses romans. » Il note aussi « le sens de la fraternité et de solidarité humaines qui est le message implicite de toutes les aventures, de tous les récits, de toutes les relations de voyage. »
Elle publie également des livres destinés au public adolescent, notamment en investiguant la compréhension des difficultés d'adaptation des peuples africains ou orientaux au monde occidental.
La plupart de ses quarante romans ont été publiés par les éditions G. P. (collection Rouge et Or, puis chez Magnard, Duculot, Rageot et l'École des loisirs.

« J'écris parce que j'ai envie d'écrire […]. J'espère ainsi ouvrir mes lecteurs à la connaissance des autres et faire exploser le cadre de leurs rêves et de leurs réflexions, en un mot, les amener à se considérer comme les enfants de la planète. »

## Œuvre
- Le Lac aux sortilèges — coll. « Spirale », ill. de Xavier Saint-Justh, G. P., 1961
- Ali, Jean-Luc et la gazelle — coll. « Rouge et Or », Série Dauphine no 182, ill. M. Berthoumeyrou, G.P, 1963  (ISBN 2261002076)
- Le Trésor de Nikos — coll. « Fantasia », ill. Philippe Morin, Magnard, 1965. Réédition Bibliothèque Magnard 8–12 ans, Magnard, 1965  (ISBN 9782210988156) (Prix des Parents d'élèves, 1967)
- Le Coquillage de Catissou — coll. « Fantasia », ill. Stanislas Mazure, Magnard, 1965
- Sélim, le petit marchand de bonheur — coll. « Rouge et Or Dauphine », ill. Michel Jouin, G.P., 1966
- Francesco - coll. « Rouge et Or Souveraine » no 674, G.P., 1966
- Quand la terre trembla à Skopje[3] — coll. « Super 1000 », ill. Michel Jouin, G.P., 1966
- Belle Agao — coll. « Fantasia », ill. Stanislas Mazure, Magnard, 1967. Réédition en 1979
- L'Aiglon d'Ouarzazate — coll. « Bibliothèque de l'amitié Aventure », ill. Françoise Boudignon, Éditions Rageot, 1968 (Prix Jeunesse, 1968)
- Les Pigeons d'Urgup — coll. « Spirale » no 447, ill. Bertrand, G.P., 1968
- Le Naufragé de Rhodes — coll. « Olympic », ill. Jean Reschofsky, G.P., 1968 (Prix de la Joie par les livres, 1968)
- Prince des neiges — coll. « Rouge et Or Souveraine » No 2704, ill. Vanni Tealdi, G.P., 1968
- Sélim, le petit marchand de bonheur — coll. « Rouge et Or Dauphine » no 226, G.P., 1969  (ISBN 2261000545)
- Benoit, l'arbre et la lune — coll. « Rouge et Or » no 258, ill. Béatrice Dorge, G.P., 1969  (ISBN 2261002084)
- Le Défi au soleil — coll. « Super 1000 », ill. Jean Retailleau, G.P., 1969
- Joao de Tintubal — coll. « Fantasia », ill. Michel Gourlier, Magnard, 1969 (Prix Fantasia 1970)
- Le Défi au soleil — coll. « Super 1000 », ill. Jean Retailleau, G.P., 1969
- Les Chevaliers du Stromboli — coll. « Rouge et Or Dauphine » no 278, ill. Vanni Tealdi, G.P, 1970. Réédition en 1986
- Malik, le garçon sauvage — coll. « Fantasia », ill. Mathieu Romain, Magnard, 1970 (Prix La joie par les livres, 1971). Réédition, 1974
- Le Fouet et la Cithare — coll. « Olympic », ill. René Péron, G.P., 1971.
- Les Moissons du désert — coll. « Super 1000 » - ill. Jean Reschofsky, G.P., 1971. Réédition coll. « Grand Angle », G.P., 1977
- Djinn la malice — coll. « Rouge et Or Dauphine », ill. Jean Retailleau, G.P., 1972  (ISBN 2261002092). Réédition coll. « Le Livre de Poche Jeunesse », Hachette Jeunesse, 1981. Réédition en 1988
- Le Nain et le Baobab — coll. « Super 1000 », ill. Jean Retailleau, G.P., 1972 (Diplôme du meilleur livre Loisirs Jeunes)
- Le Tambour des sables — coll. « Super 1000 », ill. Jean Reschofsky, G.P., 1972. Réédition coll. « Pocket » no 1086, Pocket, 1974  (ISBN 2801107492) (Mention au Prix européen de la Ville de Trente)
- Diango de l'île verte — coll. « Rouge et Or » no 277, ill. Jean Retailleau, G.P, 1973  (ISBN 9782261002108), traduit en espagnol[4]
- Le Chasseur au lasso — coll. « Super 1000 », ill. Jean Retailleau, G.P., 1973 (Grand Prix de littérature pour la Jeunesse de la communauté radiophonique des programmes de langue française)
- Coumba du pays oublié des pluies — coll. « Rouge et Or Dauphine », ill. Jean Retailleau, G.P., 1974 (Diplôme du meilleur livre Loisirs Jeunes). Réédition Bibliothèque Rouge et Or no 325, 1980
- La Jarre percée — coll. « Grand Angle », G.P., 1975
- La Griffe du fauve — coll. « Grand Angle », G.P., 1976
- Benoît et le village à l'envers — coll. « Rouge et Or Dauphine » No 4354, ill. Monique Gorde, G.P., 1976. Réédition Rouge et Or, 1978
- La Sève de la terre — coll. « Grand Angle », G.P., 1978
- Le Feu aux poudres — coll. « Grand Angle », G.P., 1978. Réédition coll. « Castor Poche » Senior, Flammarion, 1993
- La Marmite des cannibales — coll. « Travelling » no 44, éd. Duculot, 1979  (ISBN 2801102504)
- Alexandre le Grand — coll. « Biographies Travelling », éd. Duculot, 1980
- Le Dernier Mirage — coll. « Travelling », éd. Duculot, 1981  (ISBN 2801106194)
- Et si j'étais un chien... — coll. « Rouge et Or Dauphine », ill. Marie-Hélène Nadaud, G.P, 1981  (ISBN 2261008325)
- Les Magiciens de Naima — coll. « Rouge et Or Dauphine » no 4401, G.P., 1982  (ISBN 2261009615)
- Les Enfants de la planète — coll. « Travelling », éd. Duculot, 1984  (ISBN 2801106712)
- Djilani et l'oiseau de nuit — coll. « Bibliothèque Rouge et Or » no 26, 1988  (ISBN 2261023146)
- Le Feu aux poudres — coll. « Castor Poche » no 407, Flammarion, 1993  (ISBN 208162267X)
- L'Œil d'un dauphin — coll. « Médium », L’École des Loisirs, 2004

## Récompenses
- 1965 : prix Sobrier-Arnould de l’Académie française pour Ali, Jean-Luc et la Gazelle[5]
- 1967 : Grand Prix de la Fédération des parents d'élèves des lycées et des collèges pour Le Trésor de Nikos
- 1968 : Prix jeunesse pour L'Aiglon d'Ouarzazate[6]
- 1968 : Prix européen « Ville de Caorle » pour Le Naufragé de Rhodes